# Diogène (explorateur)
Pour les articles homonymes, voir Diogène (homonymie).
Diogène est un navigateur, marchand et explorateur grec du Ier siècle ou IIe siècle. Dans le récit perdu rapportant son voyage sur les côtes sud de l'Afrique orientale, il mentionne la ville de Rhapta, ainsi que les « montagnes de la Lune » qui pourraient être le Kilimandjaro ou le Rwenzori. 
Le rapport de Diogène, repris par Marin de Tyr, est cité par Ptolémée dans son Manuel de géographie (I, 9 sq.). Deux autres navigateurs sont cités dans le même contexte, Théophile (en) et un Alexandre (peut-être l'Alexandre de Myndos). 